# Hedvig Rasmussen
Pour les articles homonymes, voir Rasmussen.
Ne doit pas être confondu avec Hedevig Rasmussen.
Hedvig Lærke Berg Rasmussen est une rameuse danoise née le 22 décembre 1993 à Frederiksberg. Elle a remporté avec Anne Dsane Andersen la médaille de bronze du deux sans barreur féminin aux Jeux olympiques d'été de 2016 à Rio de Janeiro.

## Palmarès

### Jeux olympiques
- 2016 à Rio de Janeiro (Brésil)
  -  Médaille de bronze en deux sans barreur

### Championnats du monde
- 2019 à Ottensheim (Autriche)
  -  Médaille de bronze en quatre sans barreur
- 2017 à Sarasota (États-Unis)
  -  Médaille de bronze en deux sans barreur

### Championnats d'Europe
- 2017 à Račice ( République tchèque)
  -  Médaille d'argent en deux sans barreur